# Christiane Lahaie
Pour les articles homonymes, voir Lahaie.
Christiane Lahaie est une nouvellière, romancière, poète et essayiste québécoise née à Québec en 1960. Elle détient un baccalauréat en littérature anglaise de l’Université McGill et une maîtrise en littérature française de l’Université Laval. En 1992, elle obtient un doctorat en littérature québécoise à l’Université Laval. 
Elle est maintenant professeure titulaire en création littéraire à l’Université de Sherbrooke. 

## Œuvres

### Livres
- Insulaires, nouvelles, Québec, L'instant même, 1996 (réédition en poche, 2005).
- La cour intérieure, roman, Québec, L'instant même, 1999.
- Hôtel des brumes, roman par nouvelles, Québec, L'instant même, 2002.
- Chants pour une lune qui dort, récit, Montréal, Lévesque éditeur, 2016, coll. « Prise deux » (première édition : Laval, Trois, 2004, coll. « Topaze »).
- Ces mondes brefs. Pour une géocritique de la nouvelle québécoise contemporaine, Québec, L'instant même, 2009, coll. « Essai ».
- Vous avez choisi Limoges, nouvelles, Montréal, Lévesque éditeur, 2015, coll. « Réverbération ».
- Parhélie ou Les corps terrestres, roman, Montréal, Lévesque éditeur, 2016, coll. « Réverbération ».

En collaboration avec Georges Desmeules :
- Les classiques québécois, essai, Québec, L'instant même, 1997 (réédition en 2007).
- Les personnages du théâtre québécois, essai, Québec, L'instant même, 2000.
- Le dictionnaire des personnages du roman québécois, Québec, L'instant même, 2003.

### Nouvelles
- « La sœur que je n’ai pas eue », nouvelle, à paraître dans la revue XYZ, thème « Le double », automne 2016.
- « Nullipare », texte à paraître dans un collectif sur la non-maternité, dirigé par Lucie Joubert (U. Ottawa).
- « Jusqu’à la perfection », nouvelle, Corps à corps – Visa Art 2015 (catalogue) : 7.
- « Izza ou la dérive des continents », Porte-voix, Sherbrooke, Centre d’éducation populaire de l’Estrie : 19-22.
- « C’est comme ça », fragment de prose poétique, Fragment - Visa-Art 2014 (catalogue) : 38.
- « Lune bleue », XYZ, no 116, hiver 2013 : 39.
- « Les oiseaux ne chantent pas la nuit », Muses. Fragments littéraires du Salon du Printemps des artistes des Cantons de l'Est, Sherbrooke, Compagnons d'Amérique/Musée des Beaux-Arts de Sherbrooke, 2013 : 16-21.
- « Prière de ne plus me chercher », Moebius, no 135, automne 2012 : 45-47.
- « Comme un portrait d'Arcimboldo », L'écrit primal, no 46, printemps 2012 : 55-65.
- « Mężczyźni z wrzosowiska » (« Men of the Moors »), Krysztof Jarosz & Joanna Warmuzińska-Rogóż, Antologia wspótczesnej noweli quebeckiej, Katowice, Uniwersytet Śląski/Oficyna Wydawnicza, 2011 : 190-194.
- « Traces. Album photo et fragments », Cahiers littéraires Contre-Jour, no 22, automne 2010 : 45-53.
- « Vivre là-haut », L'écrit primal, no 43, automne 2010 : 93-99
- « Terra Firma », Zinc, no 20, avril 2010 : 49-55.
- « S’il n’y avait que ça », Virages, no 49, automne 2009 : 23-26.
- « R.S.V.P. », XYZ, no 97, mars 2009 : 65-69.
- « Lettre trouvée au fond d’un volcan », Solaris 164, automne 2007, vol. 33, no 2 : 29-32.
- « Le sourire éteint d’Étienne G. », Moebius, no 113 : 57-60.
- « Une fois le miroir traversé », Alibis, no 22, printemps 2007 : 15-19.
- « Si j’étais Lola Montès », Cahiers littéraires Contre-Jour, no 11, hiver 2006/2007 : 95-97.
- « Novembre », Moebius, no 110, automne 2006 : 65-70.
- « Vous avez choisi Limoges », XYZ, no 83, automne 2005 : 9-12.
- « Belfast Blues », Virages, no 29, hiver 2005 : 34-37.
- « Monsieur Hans Siemens », parution électronique, revue en ligne Glané, <http://glane.cicv.fr/sept01/07.html>. - « Net Cafe », Jet d’encre, printemps 2002 : 37-40.
- « Net Café », parution électronique (Colloque Réseau(x), 4 au 14 mai 2001) : <www.fl.ulaval.ca/cuentos/colloque/tex_qc/lahaie.htm>.
- « Amarcande », Les travaux de Philocrate Bé, découvreur de mots, suivis d’une biographie d’icelui, anthologie internationale, Québec, L’instant même/Musée de la civilisation de Québec, 2000 : 107-114.
- « Bridge over the River Cam », Anthologie de la Société des écrivains canadiens. An 2000, Québec, SÉC, 2000 : 130-133.
- « Chambre 9 et 14. Monsieur et madame Gérard Lapalme. Monsieur Joël Giraudeau et sa maîtresse », XYZ, no 63, automne 2000 : 16-20.
- « Comme de la nacre brisée », Pierres et lierres, Sherbrooke, Éditions G.G.C., 1999, 115-118.
- « Chambre 7. Monsieur et madame Alphonse Tracy », Mœbius, no 81 : 79-82.
- « Parfois, le facteur ne sonne qu’une fois », Impact Campus, vol. 13, no 5, 29 septembre 1998 : 15.
- « Chambre 12. Mademoiselle Azarine Muecke », Le Sabord, no 50 : 16-17.
- « Eh bien, dansez maintenant », Mosaïque, vol. 2, no 2 : 33-37.
- « Chambre 17. Alicia et Roberto Sanchez », Mœbius, no 78, automne 1998 : 125-129.
- « Une journée dans la vie d’Eugenio Lorca », feuilleton, Le Devoir, 1er et 2 août 1998 (A-1, A-10), 3 août 1998 (A-1, A-8), 4 août 1998 (A-1, A-8), 5 août 1998 (A-1, A-8), 6 août 1998 (A-1, A-8), 7 août 1998 (A-1, A-10), 8 et 9 août 1998 (A-1, A-10), 10 août 1998 (A-1, A-8), 11 août 1998 (A-1, A-8), 12 août 1998 (A-1, A-8), 13 août 1998 (A-1, A-8), 14 août 1998 (A-1, A-12).
- « Loch Ness, Past and Present », Le Devoir, B-29, 23 et 24 août 1997.
- « L’image qu’il préfère », XYZ, La revue de la nouvelle, no 52, 1997 : 49-52.
- « Comme les plateaux renversés d’une balance », Stop classique, no 151, 1997 : 15-23.
- « Dans la clameur des coups », Mœbius, no 73, 1997 : 27-31.
- « York’s Bars », Le fantastique même. Une anthologie québécoise, Québec, L’instant même, 1997 : 97-104.
- « Underground Glasgow », Dix ans de nouvelles. Une anthologie québécoise, Québec, L’instant même, 111-118 : 1996.
- « Comme du sang séché », Le Moule à gaufres, spécial « Québec-Québécophonie », Paris, Éditions Méréal, Solstice d’hiver, 1996 : 103-109.
- « Comme du sang séché », Le Sabord, no 42, hiver 1996 : 26-27.
- « Bridge over the River Cam », L’écrit primal, no 16, hiver 1994 : 80-84.
- « London Leaves », Les Cahiers. Œuvres ouvertes, no 7, hiver 1994 : 107-110.

### Correspondances
« Christiane Lahaie – Nicolas Dickner », Zone de libre échange, recueil de lettres, Eastman, Les éditions des Correspondances, été 2005 : 21-38. 

### Poésie
- « Suite pour Leonard », Moebius, no 133, printemps 2012 : 61-63.
- « À la fenêtre », « Notre désert », « Dans le placard », Exit, no 39, 2005, p. 5-8.
- « Lovering », poème en prose, exposition Perspectives estriennes, Centre Yvonne L. Bombardier, Valcourt, Québec, 29 juin au 19 octobre 2003.
- « Rien de mieux à faire », Jet d’encre, no 2, automne 2002 : 65.
- « Telegram for the Ambiguous Man », L’écrit primal, no 44-45 : 49.
- « Mémoires marines », Art Le Sabord, no 57, mars 2001 : 12-13.
- « Comme si vous y étiez », suite poétique, Le Sabord, no 44, automne 1996 : 34-35.
- « Anesthésies », suite poétique, L’écrit primal, no 18, avril 1996 : 21-26.

### Essais
- « Eaux noires, eaux blanches », essai littéraire, Isabelle Miron et Vincent Lambert (dir.), J’écris fleuve, Leméac, 2015 : 114-116.
- « Écrire : un corps-à-corps avec les mots », Visa Art 2015 (catalogue) : 6.
- « Sherbrooke : une histoire à réinventer », texte d’introduction à Fictions autour de personnages historiques. Textes gagnants du Concours d’écriture des arrondissements, Sherbrooke, Ville de Sherbrooke et AAAE, 2015 : 5-6.
- « Pour une mythologie sherbrookoise », Jet d'encre, no 22, été 2013 : 21-26. - « Voyage au pays des mots », Arcade, no 59, automne 2003 : 24-27.
- « La ville invisible comme déclencheur de la création littéraire », parution électronique, revue en ligne Glané, <http://glane.cicv.fr/sept01/07.html>.
- « Lire pour dissiper la brume », Moebius, no 87 : 95-97.
- « Le tour d’écrou d’Henry James », Le Sabord, no 52, avril 99 : 58-59.

### Expositions
- Participation à Hôtel des brumes, installation de l'artiste Suzanne Ferland au Centre d'exposition de Rouyn-Noranda, du 29 avril au 29 mai 2011.
- Participation à Hôtel des brumes, installation de l'artiste Suzanne Ferland à la Galerie Riverin-Arlogos, Eastman, du 9 au 12 août 2012.
- Participation à Hôtel des brumes, installation de l'artiste Suzanne Ferland à la Galerie Circulaire, Montréal, du 8 septembre au 20 octobre 2012.
- Participation à Hôtel des brumes, installation de l'artiste Suzanne Ferland au Shenkman Arts Centre, Orléans, Ontario, du 15 février au 17 mars 2013.
- Participation à Hôtel des brumes, installation de l'artiste Suzanne Ferland au Gesù, Montréal, du 29 mai au 28 juillet 2013.

### Articles de revues ou de périodiques culturels
- « Profil. Les univers insolites d’Andrée A. Michaud », Lettres québécoises, no 155, automne 2014 : 11-13.
- « Le paysage dans la nouvelle québécoise », Québec français, no 169, 2ème trimestre 2013 : 40-43.
- « Les figures spatiales évanescentes de la nouvelle québécoise contemporaine », Québec français, no 160, hiver 2011 : 30-33.
- « La vie est ailleurs », Nuit blanche, no 120, octobre, novembre, décembre 2010 : 55.
- « Les nouvelles de Louise Cotnoir : une esthétique de la déambulation », Lettres québécoises, no 138, été 2010 : 10.
- « Les femmes de Patricia Rozema : nouveaux stéréotypes féminins ? », Québec français, no 137, printemps 2005, p. 54-57.
- « Les nouvelles sorcières de la fiction télévisuelle », Factum, fév. 2005, vol. 6, no 1, p. 7.
- « De quelques films culinaires. Entre Éros et Thanatos », Québec français, no 126, été 2002 : 55-57.
- « Le Seigneur des Anneaux : sommes-nous si loin du Moyen Âge ? », Québec français, no 125, hiver 2002 : 94-95.
- « De quelques personnages enfants », en coll. avec Georges Desmeules, Québec français, no 122, été 2001 : 80-82.
- « Présentation », dossier La censure d’hier à aujourd’hui, Québec français, no 120, hiver 2001 : 72-73. Ce texte a été choisi par le ministère de l’Éducation du Québec pour l’examen de fin de secondaire 2001-2002.
- « Beauté américaine ou la banlieue crépusculaire » avec G. Desmeules, Québec français, no 120, hiver 2001 : 98-99.
- « Moloch ou les derniers jours du IIIe Reich », Québec français, no 119, automne 2000 : 94-95.
- « Le sixième sens et Le projet Blair. Images en mouvement du fantastique contemporain », Québec français, no 118, été 2000 : 98-100.
- « De la contrainte sociale à la tyrannie de la liberté. Le couple revu et corrigé par quelques nouvellières du Québec et du Canada anglais », Québec français, no 117, printemps 2000 : 81-83. 81-83.
- « Une histoire vraie ou le blues de la tondeuse John Deere », en coll. avec G. Desmeules, Québec français, no 117, printemps 2000: 98-99.
- « Matroni et moi : une comédie fin de siècle », Québec français, no 116, hiver 2000 : 100-101.
- « Le couple québécois : représentations télévisuelles », Québec français, no 115, automne 1999: 82-85.
- « Astérix et Obélix contre César », Québec français, no 115, automne 1999 : 96-97.
- « Shakespeare et Juliette. Amour, humour et cie », Québec français, no 114, été 1999 : 99-100.
- « Le violon rouge. Un brillant exercice de style », Québec français, no 113, printemps 1999 : 89-90.
- « Écrire l’ici ou l’ailleurs ? », Québec français, no 112, hiver 1999 : 78-80.
- « Nô : l’étrange rencontre de deux mondes », Québec français, no 112, hiver 1999 : 96-97.
- « Les enfants de Refus global ou quand la réalité rattrape le rêve », Québec français, no 111, automne 1998 : 93-95.
- « Présentation. Dossier Discours humoristiques », en coll. avec G. Desmeules, Québec français, no 111, automne 1998 : 66-67.
- « Pôpa, Môman et compagnie. Des personnages modèles du téléroman québécois », Sommets, été 1998 : 10-11.
- « Le grand Lebowski. Un clin d’œil américain », Québec français, no 110, été 1998 : 96-97.
- « Isabelle Cauchy et Michel Garneau. Le Petit théâtre de Sherbrooke », Québec français, no 110, été 1998 : 84-86.
- « Marius et Jeannette. Une perle rare », Québec français, no 109, printemps 1998 : 93-94.
- « La nouvelle. Théories et pratiques de l’écriture », Québec français, no 108, hiver 1998 : 62-64.
- « Lost Highway. Lynch se serait-il égaré ? », Québec français, no 108, hiver 1998 : 95-96.
- « Le patient anglais ou comment récolter un Oscar », Québec français, automne 1997, no 107 : 102-103.
- « Citizen Ruth : une affaire de choix ? », Québec français, no 106, été 1997 : 99-100.
- « Cosmos. Une drôle de promenade en taxi », Québec français, no 105, printemps 1997 : 98-99.
- « Jeunes réalisateurs québécois. À propos de trois films québécois récents », Québec français, no 105, printemps 1997 : 82-84.
- « Trainspotting ou l’ambiguïté des signes », Québec français, no 104, hiver 1997 : 100-101.
- « Le testament artistique d’Antonioni : Par-delà les nuages », Québec français, no 103, automne 1996: 114-115.
- « Le temps d’une paix : réalité historique ou mythe télévisuel ? », Québec français, no 101, printemps 1996 : 85-87.
- « Les Classiques à la télévision de Radio-Canada : l’ancien et le nouveau », Québec français, no 100, hiver 1995 : 91-93.

### Articles savants et participation à des collectifs
- « Lieu, mémoire et création littéraire », Lucia Manea & Rémy Poignault (dir.), Mémoires de l’espace. Configurations spatiales et reconstructions identitaires, Limoges, PULIM (à paraître - 2017).
- « L’art subtil de la manipulation (Dans la maison de François Ozon) », Marcel Gaumond (dir.), Le cinéma du XXIe siècle. Des hommes et des femmes à la recherche de leur âme perdu, coll. « L’instant ciné », Québec, L’instant même, 2016 : 276-285.
- David Bélanger, Cassie Bérard et Benoit Doyon-Gosselin (dir.), « Écrire, c’est penser le monde », Portrait de l’artiste en intellectuel. Enjeux, dangers, questionnements, Montréal, Nota bene, 2015 : 191-205.
- « Pour une géocritique du 7e Art », Bertrand Westphal et Clément Lévy (dir.), Géocritique : états des lieux / Geocriticism : A Survey, Actes du colloque Géocritique, Littérature comparée, et au-delà (1), Congrès de l'AILC, Paris, La Sorbonne (Paris IV), 18-24 juillet 2013, 2014, p. 156-163.
- Avec Marie-Claude Lapalme, « Lieu, mémoire et identité dans Carnet américain de Louise Cotnoir, Sélom K. Gbanou & Kanaté Dahouda (dir.), Enjeux identitaire dans l'imaginaire francophone, Trier, Wissenschaftlicher Verlag Trier, 2012 : 277-288.
- « Une chorésie inquiète : l'espace dans la nouvelle québécoise contemporaine », Jeanette den Toonder (dir.), Re-exploring Canadian Space/Redécouvrir l'espace canadien, sous la direction de Jeanette den Toonder et Bettina van Hoven, Groningue (Pays-Bas), Barkhuis Press, 2012 : 139-150.
- « Éléments de réflexion pour une géocritique générique », Épistémocritique, vol. IX, automne 2011, revue en ligne (http://www.epistemocritique.org/spip.php?article223.
- « Représentations du jardin chez Aude et Hugues Corriveau : non-lieu ou entre-lieu ? », Projets de Paysage, n° 5 (mis en ligne le 21 janvier 2011): http://www.projetsdepaysage.fr/fr/representations_du_jardin_chez_aude_et_hugues_corriveau_non_lieu_ou_entre_lieu_.
- « Géographies hébertiennes », Les Cahiers Anne Hébert, no 9, 1er trimestre 2010 : 7-10.
- « De la difficulté d’être… écrivain dans un contexte minoritaire », Michelle Ariss et Simon Gilbert (dir.), Perspectives sub/liminales – Sub/liminal Perspectives. Actes des 6e et 7e colloques annuels en littérature canadienne comparée, Université de Sherbrooke, Baldwin Mills, Les Éditions Topeda Hill, 2009 : 25-31.
- « Chapitre 7. De l’Auvergne au Québec : les paysages de Roland Bourneuf », Le paysage. Un projet politique, Mario Bédard (dir.), Québec, Presses de l’Université du Québec, 2009 : 127-143.
- « Entre géographie et littérature. La question du lieu et de la mimèsis », Cahiers de géographie du Québec, « Géographie et littérature », vol. 52, no 147, décembre 2008 : 439-451
- « Géographie et littérature : entre le topos et la chôra », en collaboration avec M. Bédard, », Cahiers de géographie du Québec, « Géographie et littérature », vol. 52, no 147, décembre 2008 : 391-397.
- « Le recueil de nouvelles : paysage inachevé ou inachevable ? », Janine Gallant, Hélène Destrempes et Jean Morency (dir.), L’œuvre littéraire et ses inachèvements, Longueuil, Groupéditions, 2007 : 21-28.
- « Aude ou le réel voilé », préface à la réédition de Banc de brume ou Les aventures de la petite fille que l’on croyait partie avec l’eau du bain d’Aude, Montréal, XYZ éditeur, 2007, coll. « Romanichels poche » : 7-15.
- « “Les Divines” de Hans-Jurgën Greif : du body art à la néantisation », en coll. avec Marc Boyer, Daniel Marcheix et Nathalie Watteyne (dir.), L’écriture du corps dans la littérature québécoise depuis 1980, Limoges, PULIM, 2007 : 49-56.
- « La culture incertaine : mémoire fragmentaire et genre nouvellier. Récits de Médilhault d’Anne Legault », en coll. avec Marie-Claude Lapalme, Mémoire et culture, M. Beniamino et Claude Filteau (dir.), Mémoire et culture, Limoges, Presses Universitaires de Limoges, 2006, coll. « Francophonie » : 83-90.
- « Des nouvelles du paysage », Cahiers littéraires Contre-jour (L’expérience du paysage), no 3, hiver 2004 : 87-98.
- « Configurations spatiales et structures mémorielles dans la nouvelle littéraire », Littérature et espaces, Juliette Vion-Dury, Jean-Marie Grassin et Bertrand Westphal (dir.), Limoges, Presses Universitaires de Limoges, 2003, coll. « Espaces humains » : 507-515.
- « Stratégies scripturales et enjeux féministes : trois nouvellières québécoises », La francophonie sans frontière. Une nouvelle cartographie de l’imaginaire au féminin, Lucie Lequin et Catherine Mavrikakis (dir.), Paris, L’Harmattan, 2001 : 217-223.
- « L’urbanité et les médias. Table ronde » dans Contemporain, le conte ? ...Il était une fois l’an 2002, Christian-Marie Pons (dir.), Montréal, Planète rebelle, 2001 : 13-35.
- « L’écriture nouvellière et la (non) représentation du lieu », Lecture et écriture : une dynamique. Objets et défi de la recherche en création littéraire, Christiane Lahaie et Nathalie Watteyne (dir.), Nota bene, 2001 : 85-109.
- « Adapter le texte dramatique : de la scène au petit écran », L’adaptation dans tous ses états, sous la direction de Andrée Mercier et Esther Pelletier, Québec, Nota bene, 1999 : 39-57.
- « Création et réflexion : deux langages, une pensée », Le choc des écritures. Procédés, analyses et théories, sous la direction de Hélène Guy et André Marquis, Québec, Nota bene, 199 : 69-72.
- « Créativité de textes d’adaptation », Le choc des écritures. Procédés, analyses et théories, sous la direction de Hélène Guy et André Marquis, Québec, Nota bene, 1999: 111-121.
- « Du fantastique littéraire au fantastique filmique : une question de point de vue ? », CinémaS, 1995, Vol. 5, no 3 : 45-63.
- « Hubert Aquin ou la quête médiatique », Fréquence/Frequency, revue de l’AERTC, 1995, no 1-2: 87-100.
- « Alice s’en va au cinéma ou Comment museler le roman féministe », Recherches féministes, 1994, Vol. 7, no : 81-94.
- « Visions en mouvement de la condition féminine. Trois œuvres de femmes cinéastes », Recherches féministes, Vol. 5, no 1, 1992 : 83-96.
- « La cour intérieure : le papier ou la pellicule? », Littérature québécoise: la recherche en émergence, Actes du 2e colloque interuniversitaires des jeunes chercheur(e)s en littérature québécoise, sous la direction de Frances Fortier et François Dumont, Québec, Nuit blanche éditeur, 1991, coll. « Les Cahiers du CRELIQ » : 153-165.
- « Fantastique littéraire/fantastique filmique : l’écrit ou l’écran?, » Les voies du fantastique québécois, Québec, Nuit blanche éditeur, 1990 : 83-101.

## Honneurs
- 1998 : Finaliste au Grand prix littéraire de la ville de Sherbrooke, pour Insulaires.
- 2004 : Grand prix littéraire de la ville de Sherbrooke, fiction, pour Hôtel des brumes.
- 2005 : Prix Alfred-DesRochers, pour Chants pour une lune qui dort.
- 2006 : Finalist au Grand prix littéraire de la ville de Sherbrooke, pour Chants pour une lune qui dort.
- 2015 : Finaliste au Prix Alfred-DesRochers, pour Vous avez choisi Limoges.